# Кандыба, Иван Алексеевич
Иван Алексеевич Кандыба (укр. Іван Олексійович Кандиба; 7 июня 1930 — 8 ноября 2002) — украинский юрист и диссидент, наиболее известный как один из основателей Украинской Хельсинкской группы.

## Ранние годы
Иван Кандыба родился в украинской крестьянской семье в селе Стульно (современная Польша). В 1945 году его семья была насильственно переселена в Украинскую ССР. Он учился на юридическом факультете Львовского университета, который окончил в 1953 году. С 1953 по 1961 год Кандыба работал в городе Глиняны (Львовская область) нотариусом, юристом и судьёй.

## Политическая деятельность
В феврале 1960 года Кандыба познакомился с Левко Лукьяненко, также работавшим юристом. Они подружились, и Кандыба поддержал идею, над которой работал Лукьяненко, по созданию нелегального Украинского рабоче-крестьянского союза (укр. Українська Робитничо-Селянська Спілка). Деятельность этой организации была раскрыта, а Кандыба арестован.
В 1962 и 1967 годах Кандыба отбывал соответственно трёхлетний и годичный срок в качестве политзаключённого. После освобождения в 1976 году Кандыбе не разрешили работать во Львове.

## Украинская Хельсинкская группа
Иван Кандыба входит в число основателей Украинской Хельсинкской группы (УХГ), о создании которой в ноябре 1976 года объявил Николай Руденко.
Членство в Украинской Хельсинкской группе создавало проблемы в политической деятельности и личной жизни Кандыбы. Ему так и не разрешали работать во Львове. После поездки в Москву для встречи с членами Московской Хельсинкской группы административный надзор за ним был ужесточён, например, он должен был находиться дома с 20:00, а не с 21:00, как было изначально.
В 1978 и 1980 годах Кандыба пытался эмигрировать в США, но советские власти не выдали ему выездной визы.

## Второй арест
24 марта 1981 года Кандыба был арестован по обвинению в антисоветской агитации и пропаганде. 24 августа 1981 года он был приговорён к 10 лагерей особо строгого режима и 5 годам ссылки. Он сидел в печально известной тюрьме ВС-389/36-1, куда отправляли политзаключённых со всего СССР. Он был признан особо опасным рецидивистом.
Из-за отказа сотрудничать и настаивания на своём статусе политзаключённого 1 января 1988 года Кандыба был помещен в штрафной изолятор на 65 суток.
5 сентября 1988 года Иван Кандыба был помилован указом Президиума Верховного Совета СССР. Тем не менее, освободили его из тюрьмы лишь 9 сентября, после объявления голодовки в знак протеста и после требования президента США Рональда Рейгана освободить политзаключённого.

## В независимой Украине
В 1990 году Кандыба был в числе создателей политического объединения «Державная самостийность Украины». Он был избран его первым главой.
В 1993 году Кандыба вступил в Организацию украинских националистов в Украине, оппозиционную Организации украинских националистов и занимался лоббированием легализации этой организации.
8 ноября 2002 года Иван Кандыба умер во Львове в возрасте 72 лет.